# チクタク
「チクタク」は、日本の歌手、eddaの楽曲。2017年10月11日にColourful Recordsよりメジャーデビューシングルとしてリリースされた。

## 概要
インディーズレーベルより福岡限定でリリースされた『半魚人』以来約5ヶ月ぶりのリリースで、メジャーデビューシングルとなる作品。
「初回盤（CD+DVD）」「アニメジャケット盤（CD）」「通常盤（CD）」の3形態でリリースされ、「初回盤」に付属のDVDには「半魚人」「不老不死」「チクタク」の3曲のミュージック・ビデオが収録され、アニメジャケット盤にはアニメ『Infini-T Force』のビジュアルが描かれている。
表題曲「チクタク」は、日本テレビ系 タツノコプロ55周年記念作品『Infini-T Force』エンディングテーマでで、カップリング曲の「ディストランス」が映画『アヤメくんののんびり肉食日誌』の主題歌、「魔法」が同映画の挿入歌。

## 収録曲
| 全作詞・作曲・編曲: edda・ミワコウダイ。 |                    |                     |                     |      |
| #                                        | タイトル           | 作詞                | 作曲・編曲          | 時間 |
| 1.                                       | 「チクタク」       | edda・ ミワコウダイ | edda・ ミワコウダイ | 3:01 |
| 2.                                       | 「ディストランス」 | edda・ ミワコウダイ | edda・ ミワコウダイ | 3:36 |
| 3.                                       | 「魔法」           | edda・ ミワコウダイ | edda・ ミワコウダイ | 4:12 |
| 合計時間:                                | 合計時間:          | 10:49               |                     |      |

| #  | タイトル                   | 作詞 | 作曲・編曲 | 監督 |
| -- | -------------------------- | ---- | ---------- | ---- |
| 1. | 「チクタク (Music Video)」 |      |            |      |
| 2. | 「半魚人 (Music Video)」   |      |            |      |
| 3. | 「不老不死 (Music Video)」 |      |            |      |

## 曲の解説
1. チクタク
日本テレビ系 タツノコプロ55周年記念作品『Infini-T Force』エンディングテーマで、同アニメの監督より「ちょっと暗いアニメだから、エンディングでホッと一息付けるような曲を作って欲しい」という要望を受けて作られた。途中にラップ・パートも存在している[5]。
ミュージック・ビデオは、「日常風景と創造の世界」をテーマとした映像に女性が描かれていくという内容になっている。このミュージック・ビデオはDIRECTIONSによって制作され、イラストはinemouseが担当した[4]。また、この映像とは別に、『Infini-T Force』の映像で構成された「Infini-T Force ver.」も制作されている[6]。
2. ディストランス
映画『アヤメくんののんびり肉食日誌』主題歌で、同映画の主人公であるアヤメと椿の恋愛模様を銀竜草のイメージに乗せて書かれた[5]。
3. 魔法
映画『アヤメくんののんびり肉食日誌』挿入歌で、映画の映像を見てインスピレーションを膨らませて書かれた[5]。

## 収録アルバム
チクタク
- からくり時計とタングの街